# Xanthophyllum ecarinatum
Xanthophyllum ecarinatum är en jungfrulinsväxtart som beskrevs av Chod.. Xanthophyllum ecarinatum ingår i släktet Xanthophyllum och familjen jungfrulinsväxter. Inga underarter finns listade i Catalogue of Life.